# Tycho Ödman
Per Olof Tycho Ödman, född 9 september 1879 i Gävle, död 10 maj 1960 i Västerleds församling i Stockholm, var en svensk kapten, gymnastiklärare och medaljkonstnär.

## Biografi
Tycho Ödman var son till Pelle Ödman och Linnéa Sofia Elisabeth Helena Tullberg och från 1908 gift med Elly Anna Augusta Neubeck. Han var bror till Anna Ödman samt dotterson till Otto Fredrik Tullberg och konstnären Sofia Lovisa Christina, född Ridderbjelke, samt systerson till Tycho Fredrik Hugo Tullberg. Efter studentexamen i Gävle 1898 sökte han sig till armén där han avlade en officersexamen 1900 och utnämndes till underlöjtnant vid Södermanlands regemente; han befordrades till löjtnant 1904 och kapten 1915 och avgick ur aktiv tjänst 1929. Ödman avlade en gymnastiklärarexamen 1904 och tjänstgjorde vid sidan av sin militärtjänst som gymnastiklärare vid Nyköpings högre allmänna läroverk 1904–1916 och vid flickskolan i Strängnäs 1919–1924 samt Högre allmänna läroverket i Strängnäs 1920–1943. Han studerade på skulpturlinjen vid Konstakademien 1901–1902 och var vid sidan av sina andra uppdrag även verksam som medaljkonstnär. Bland hans arbeten märks en minnesmedalj framtagen för Södermanlands regementes officerskår samt en minnesmedalj över sin far. Tycho Ödman är begravd på Gamla kyrkogården i Strängnäs.